# KUD Kaj
Kulturno umjetničko društvo "Kaj"  kulturno-umjetničko društvo je iz Zlatar Bistrice.

## Povijest
KUD "Kaj" je nedugo nakon osnivanja požnjelo velike uspjehe, pohvale i priznanja. Ideja za KUD rodila se u ratnoj zimi 92./93. u glavama mladih ljudi sklonih glazbi, a za realizaciju se pobrinula u ožujku 1993. gospođa Vera Vuković, nastavnica glazbe na mjesnoj osnovnoj školi. Počelo je s mješovitim pjevačkim zborom, okupili su se i tamburaši, a folklornu sekciju je poveo Zvonimir Vuković, nastavnik tjelesne kulture i suprug osnivateljice.
Već za Dan državnosti te godine društvo je imalo prvi nastup u Zlatar Bistrici. Prijem publike bio je fantastičan i jedna lijepa priča mogla je početi. Nažalost, osnivateljici društva je to bila i posljednja akcija u kratkom i bogatom životu. Teška bolest ju je shrvala još iste jeseni i zbor je imao svoj najteži zadatak, otpjevati „Falu“ nad otvorenim grobom svoje dirigentice. Sretna okolnost je bila da je u zboru pjevala i Jasna Kadoić, nastavnica glazbe, učenica čuvene varaždinske glazbene škole, koja se prihvatila dirigentskog štapića. Pokazalo se ubrzo, vrlo uspješno.
Repertoar je proširen, osim popevki kajkavskog podneblja, izvodile su se i skladbe velikih majstora, Haydna, Brucknera, Kodalya, Zajca, Lisinskog itd. Rezultat marljivog rada nije izostao, na prvoj smotri zborova Krapinsko zagorske županije u lipnju 1995. zbor je osvojio prvo mjesto. Ocjenjivački sud činili su veliki znalci, prof. Andrija Tomašek, maestro Igor Kuljerić i Goran Jerković, što osvojenom prvom mjestu daje još veću težinu. Rezultat toga je sudjelovanje na državnoj smotri u Osijeku 1996., u društvu s najvećim i najboljim hrvatskim zborovima. Na svim sljedećim smotrama, sve do danas, zbor je uvijek bio u samom vrhu te vrste glazbene aktivnosti u Hrvatskom zagorju. 
Iste te 1993. godine, stjecajem ratnih okolnosti u rodnu Tugonicu (između Zlatar Bistrice i Marije Bistrice) iz Sarajeva vratio se akademski obrazovani glazbenik Pavao Lacković. Zanimljiv životni put vodio ga je preko Rijeke i Mostara do Sarajeva kao vojnog glazbenika u tadašnjoj jugoslavenskoj vojsci. Umjesto da u miru uživa mirovinu u Sarajevu, morao je s obitelji napustiti taj grad i vratiti se tamo od kuda je i pošao u svijet, u Zagorje.
Opet se u ponovila sretna okolnost, jer je u KUD „Kaj“ došao svestrano obrazovan glazbenik s puno ljubavi prema svom poslu, a posebno posvećen radu s djecom i mladima. Tamburaški orkestar koji je bio tek u začetku krenuo je putem uspjeha i dostignuća. Uslijedila su prva mjesta na županijskim smotrama, članstvo se stalno povećavalo, tako da su ubrzo postojala dva orkestra, seniorski i juniorski. Svirale su se kajkavske popevke, evergreeni, bečki valceri, svjetski klasici, i sve to u aranžmanima Pavla Lackovića. Redoviti nastupi u svim prilikama u Zlatar Bistrici održavali su se pred punom dvoranom, a vrhunac doživljaja za sve su bili zajednički nastupi zbora i tamburaša. Tako združeni prokrstali su Zagorjem uzduž i poprijeko, gostovali u svim hrvatskim regijama pa i u inozemstvu (Mađarska, Slovenija i Slovačka). KUD i voditelji u kratko su vrijeme dobili mnoga općinska, županijska i državna priznanja, a 2004. godine su sudjelovali u i završnim manifestacijama Tjedna kajkavske kulture u Krapini. Sudjeluju i na Krapinskom festivalu.
Prva glazbena ljubav maestra Lackovića su puhački instrumenti, tako da je puhački orkestar KUD-a, koji je osnovao Stjepan Ferek, ubrzo počeo vidljivo napredovati i razviti se u respektabilnu družinu kojoj se u muziciranju rado priključuju i glazbenici iz okolnih mjesta.
Svake se večeri u prostorijama društva oko maestra Pavla okupljaju djeca s tamburama, trubama, klarinetima, a on ih uvodi u tajne glazbenog umijeća. 
Nije glazba jedina aktivnost u društvu, tu je i literarna sekcija koju vodi dr. Snježana Klancir, te likovnjaci pod vodstvom umjetnice Božice Margetić. Pučko kazalište je također jedna od ideja čija je realizacija već počela i prva je predstava već prikazana publici. Sve to zaokružuje jednu kvalitetnu cjelinu, trenutačno bez folklora, koja okuplja stotinjak, uglavnom mladih ljudi.
Pokretač i predsjednica društva je Bernarda Jakopec.
2006. i 2007. godine došlo je do značajnih promjena u društvu, puhački orkestar preuzeo je Jurica Lazar, mješoviti pjevački zbor Sandra Kos, a predsjednik društva postao je Leonard Fulir. U listopadu 2009. godine Sandra Kos morala je napustiti mjesto voditeljice zbora a njeno mjesto zauzela je Irena Kušec Kovinčić.